# Ánizsolaj
Az ánizsolaj az ánizsból (Pimpinella anisum) előállított illóolaj. Tiszta, színtelen vagy sárgás, semleges kémhatású, jellemző édes ízű.
Illóolaja az ánizs magvaiból, vízgőzzel való lepárlás útján nyerhető. Ilyen módon az ánizsmagból, származási helytől függően 6-9% olaj vonható ki.

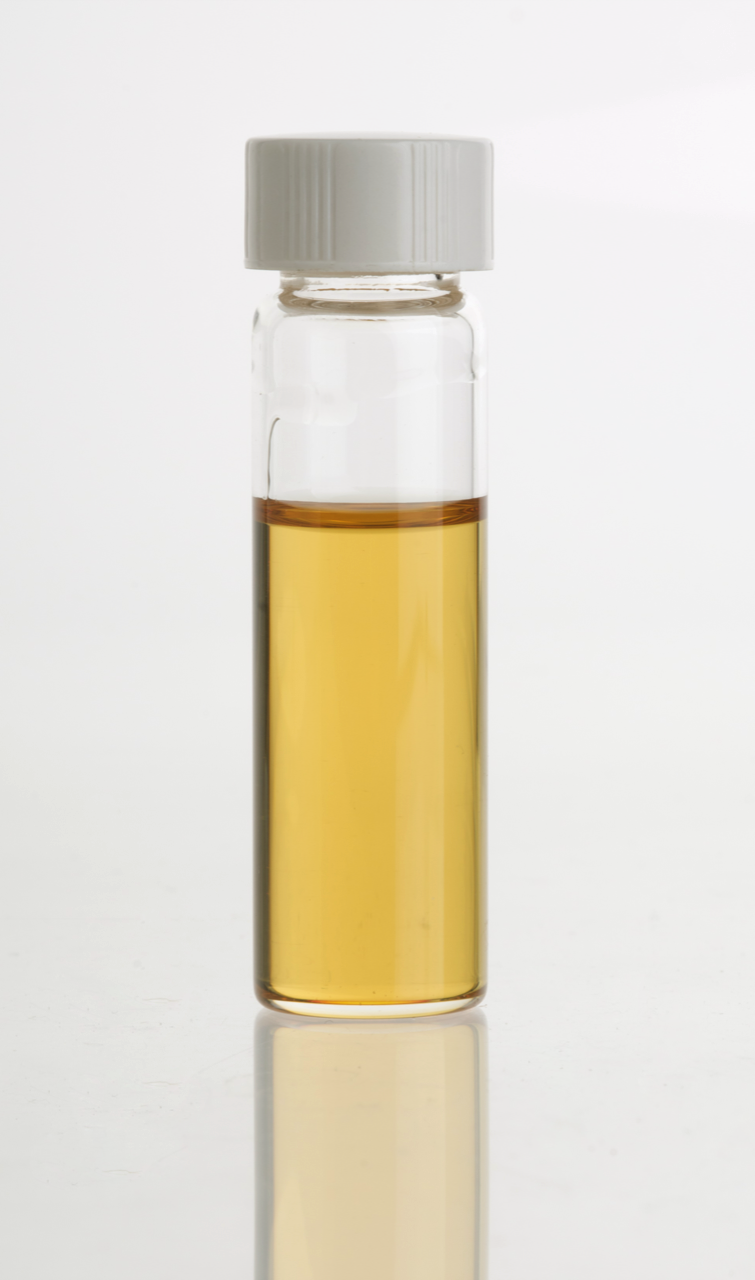

## Termelőhelyek
Magyarország, Olaszország, Macedónia, Oroszország, Németország, Spanyolország.

## Felhasználás
Használják illatosításra, gyenge hashajtónak, és a belső elválasztású secretumok (tej, köpet) gyorsabb kiválasztására. A tetveket gyorsan elpusztítja, ezért kenőcsalakban vagy borszeszes oldatban fejtetvek ellen is alkalmazzák.
A parfüm- és likőrgyártásban is használják.
Más illóolajok is elősegítik a légutakban letapadt kóros váladék elfolyósítását és kiürülését, ennek köszönhetően javul a légutak átjárhatósága. Ilyen például: édeskömény, erdei fenyő, eukaliptusz, niaouli, törpefenyő), emellett egyes illóolajoknak (például kakukkfű), a hörgők görcsét oldó hatása is van.

## Felhasználás a kozmetikában
Az ánizsolajat kozmetikai készítményekben, masszázsolajakban, aromaterápia során baktericid, légzéskönnyítő, fájdalomcsillapító hatása és kellemes illata miatt gyakran használják. Más gyógynövények mellett a gyulladt, aknés bőr kezelésében játszik jótékony szerepet.

## Mellékhatások
Az ánizsolaj használatakor ritkán fordulnak elő mellékhatások, de nem zárható ki az allergia vagy a túlérzékenység. A bőrt érzékenyítő, és/vagy enyhén irritáló tulajdonságai miatt nem ajánlott az ánizsolaj tartós, több héten keresztüli használata. Kerüljük az ánizsolaj használatát terhesség alatt. Óvintézkedésképpen ne használjunk ánizsolajat gyermekeknél.